# باولو (رواية)
باولو رواية للروائي المصري يوسف رخا. صدرت الرواية لأوّل مرة عام 2016 عن دار التنوير للطباعة والنشر في بيروت. ودخلت في القائمة الطويلة للجائزة العالمية للرواية العربية لعام 2017، المعروفة باسم «جائزة بوكر العربية».

## حول الرواية
يروي الكاتب المصري «يوسف رخا» في هذه الرواية حكاية تتضمن شهادة أحد الأطراف الناشطين في صفوف «الحراك الثوري المصري» منذ 2011 عن الفترة السابقة على انتخاب محمد مرسي والصراعات السرّية المشتعلة حينذاك. لكن الناشط الثوري الذي يدلي بأقواله هنا ليس كما يبدو للوهلة الأولى مجرد مصور فوتوغرافي أو مدير مكتبة خاصة من مثقفي وسط القاهرة. إن «باولو» أيضا عميل لدى مباحث أمن الدولة ودونجوان لم تنج واحدة ممن وقعن في غرامه من الموت، وهو كما يرى نفسه الزعيم الأعلى الخفي للثورة المصرية، الذي يحمل للثوار نبوءة هزيمتهم المؤكدة. خلف الوجه البريء لالربيع العربي هناك حكاية أتعس لأحداث تاريخية لم يفهمها أبطالها.